# Chascanopsetta megagnatha
Chascanopsetta megagnatha är en fiskart som beskrevs av Amaoka och Parin, 1990. Chascanopsetta megagnatha ingår i släktet Chascanopsetta och familjen tungevarsfiskar. Inga underarter finns listade i Catalogue of Life.